# Andra konciliet i Konstantinopel
Det andra konciliet i Konstantinopel år 553 e.Kr., var det femte av de sju ekumeniska kyrkomötena i den tidiga kristna kyrkan.
Det bekräftade beslut och läror antagna vid tidigare kyrkomöten och markerade avstånd till nya arianska, nestorianska och monofysitiska skrifter.
Den tämligen okände teologen Leontios Byzantios syn på den gudomliga naturens och den mänskliga naturens väsensenhet i Sonens (Logos) hypostas (den s.k. enhypostasiläran) blev kyrkolära vid detta kyrkomöte.